# 黄忠
黃忠（2世紀—220年或222年），字漢升，一說字汉叔，荊州南陽郡（今河南省南陽市）人，三國時蜀漢的著名將領。本為漢末群雄劉表部下中郎將，長沙太守韓玄部將，後成為劉備部將，歷任討虜將軍、征西將軍，官至後將軍，去世後諡號為剛侯。陈寿在撰写《三国志》的时候，将黃忠与關羽、張飛、馬超、趙雲合为一传（〈蜀书·关张马黄赵传〉），而罗贯中亦因此於其長篇小說《三国演义》中将該五人并称「五虎上将」，广为世人所知。

## 生平

### 歷仕多主
早年事蹟未有確切史料詳載，唯只能確知，當劉表受領荊州刺史到達襄陽開始治理荊州之後，便可能在麾下任事。
黃忠原初在荊州刺史劉表麾下任職中郎將，與劉表從子劉磐共守長沙攸縣，与太史慈相拒。及後曹操南侵荊州，仍擔故任，假行裨將軍，統屬於長沙太守韓玄。
赤壁之戰後，劉備上征荊南四郡。武陵太守金旋、長沙太守韓玄、桂陽太守趙範及零陵太守劉度投降，黃忠亦隨韓玄投降。

### 隨軍入蜀
隨劉備軍隊入蜀。後劉備與劉璋決裂，黃忠於葭萌關受任進攻成都，且在作戰時身先士卒、勇冠三軍。在益州被劉備軍平定之後，被封為討虜將軍，管轄前上司韓玄。
公元212年（建安十七年），刘备进驻葭萌，並得劉璋手下幕僚張松等人協力。张松的哥哥广汉太守張肅害怕灾难临头，就把张松的图谋禀告了刘璋，刘璋将张松收捕处死，下令所有关隘的守卫部队封锁道路。刘备大怒，召劉璋白水軍督楊懷，責其無禮，斬之。乃使黃忠 、卓膺勒兵向璋。劉備徑至關中，質諸將并士卒妻子，引兵與黃忠 、卓膺等進到涪，據其城。劉璋遣劉璝、冷苞、張任、鄧賢等拒劉備於涪城，皆破敗，退保綿竹。劉璋復遣李嚴督綿竹諸軍，李嚴率眾降劉備。劉備軍益強，分遣諸將平下屬縣，諸葛亮、張飛、趙雲等將兵泝流定白帝、江州、江陽，惟關羽留鎮荊州。劉備進軍圍雒；時劉璋子劉循守城，被攻且一年。

### 定軍勇冠

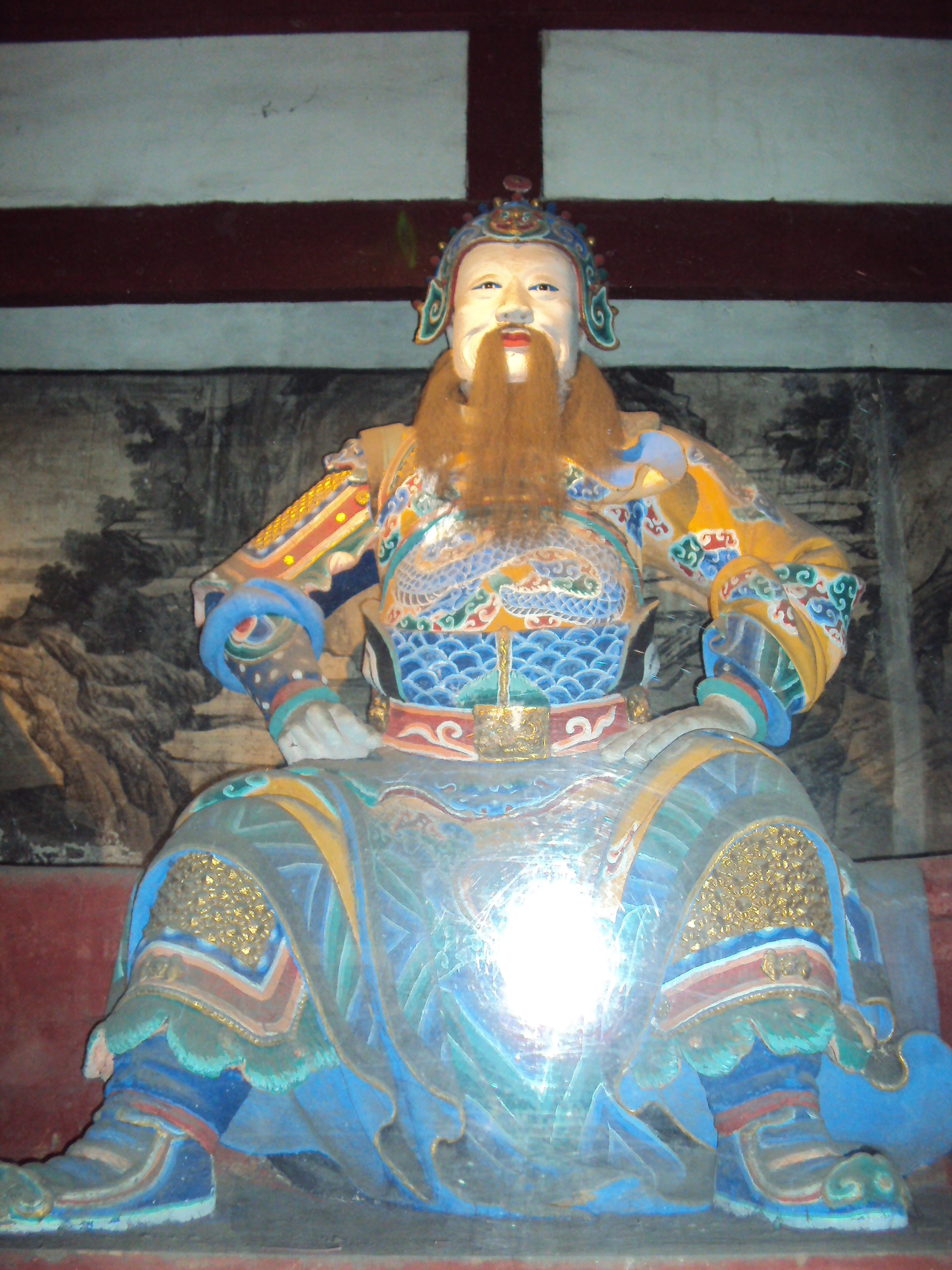
成都武侯祠中的黄忠塑像

219年，劉備北攻漢中時，黃忠在定軍山戰役中，乘著高勢、擂鼓吶喊進攻敵人，斬殺曹操大將夏侯淵、趙昂（詳見漢中之戰），被升為征西將軍。同年，劉備稱漢中王，改封黃忠為後將軍，賜關內侯，雖然諸葛亮認為：「忠之名望，素非關、馬之倫也。而今便令同列。馬、張在近，親見其功，尚可喻指；羽遙聞之，恐必不悅，得無不可乎！（黃忠的名望，一向不能与關羽、馬超相提并论。而現今让他們同列。馬超、張飛在附近，親眼見到他的功勞，還可以劝服接受；但關羽在遠方聽到這個消息，恐怕必定不會愉快，怎可能不作反對呢！）」但劉備仍決定實行，派費詩前往勸解關羽，黃忠便與張飛、馬超、關羽同级。

### 身後追贈
220年（建安二十五年）八月，黄忠病逝。260年（景耀三年）九月，后主刘禅追贈黄忠为刚侯。

## 逸事
黄忠作戰時身先士卒、勇冠三軍，在漢中之戰對著曹軍精兵，仍能斬殺大將夏侯淵，受到劉備特別提拔成後將軍。但因早年未有名聲，關羽憤怒地說：「大丈夫終不與老兵同列！」後經費詩勸解平息關羽怒氣。

## 家庭

### 子
- 黃敘，早卒，無子，斷後。

## 評價
陈寿評曰：「忠常先登陷阵，勇毅冠三军。」；「黃忠、趙雲強摯壯猛，並作爪牙，其灌、滕之徒歟？」（指黃忠為灌嬰。）
諸葛亮：「忠之名望，素非關、馬之倫也。而今便令同列。馬、張在近，親見其功，尚可喻指；羽遙聞之，恐必不悅，得無不可乎！」
关羽：“大丈夫终不与老兵同列！”（《三國志·蜀志十一·費詩傳》）
楊戲的《季漢輔臣贊》中贊黃漢升：「將軍敦壯，摧峰登難，立功立事，於時之幹。」
劉備戲謔地讚賞黃忠：「當得其魁，用此，何為邪？」（開玩笑：你應該斬殺大帥張郃嘛，斬了夏侯淵幹嘛呢？）
程公许：「蜀将如关、张、庞统，吴将如周瑜、鲁肃，志长命短，天下重惜之。而马超、黄忠、赵云、费祎、吕蒙、程普、步骘、甘宁辈皆智勇绝伦，足以当一面。」
李景星《四史評議》：「關羽，張飛，馬超，黃忠，趙雲，皆為蜀之名將，故合傳。」
罗贯中：「将军气概与天参，白发犹然困汉南。至死甘心无怨望，临降低首尚怀惭。宝刀灿雪彰神勇，铁骑临风忆战酣。千古高名应不泯，长随孤月照湘潭。」

## 文藝作品

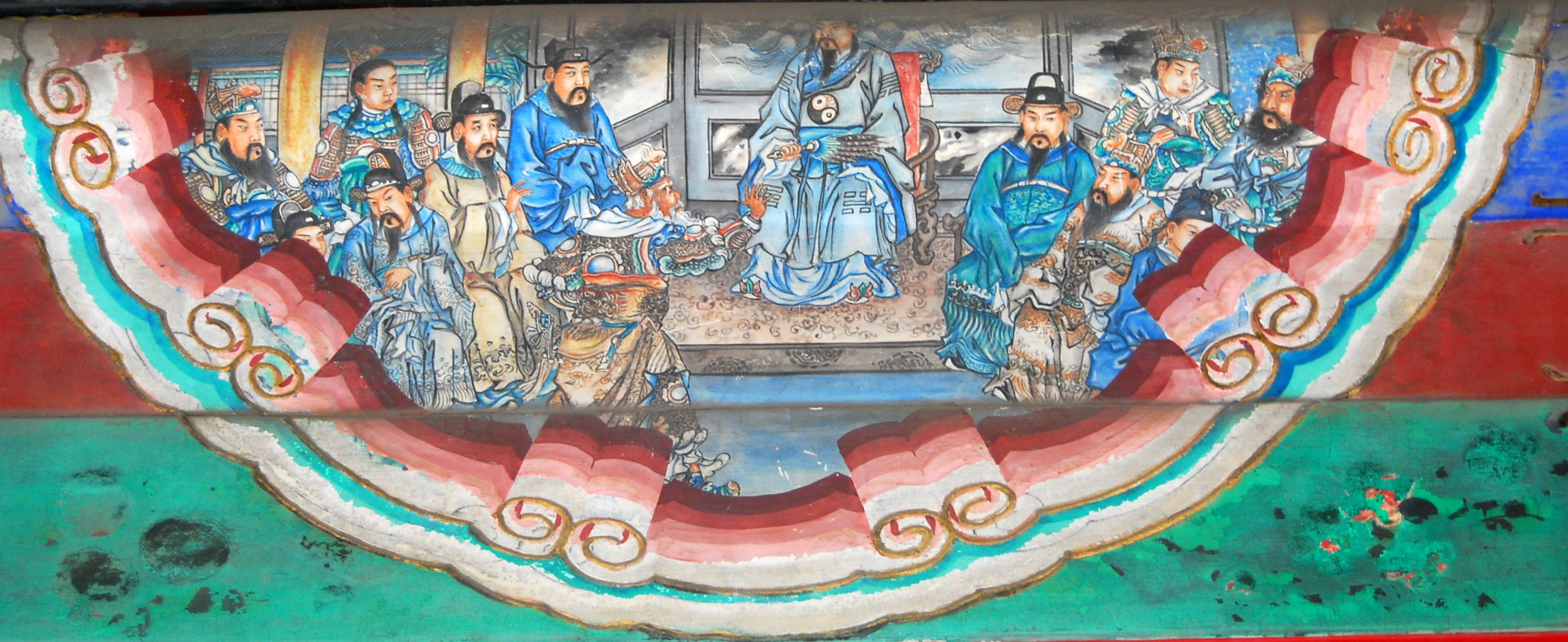
颐和园长廊彩绘：黄忠请战

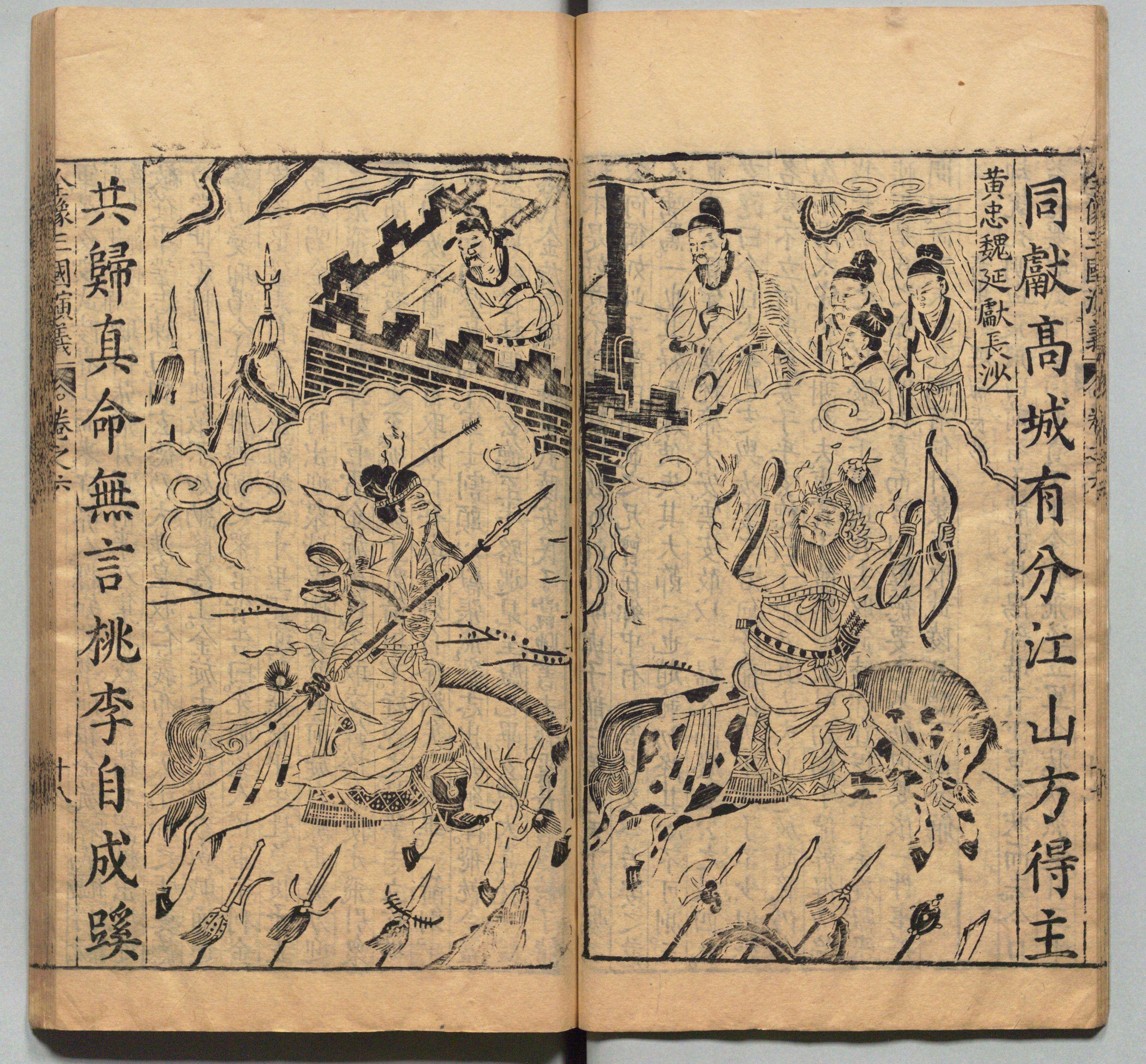
周曰校插图版《三国志通俗演义》中的黄忠魏延献长沙

### 三國演義
小說《三國演義》總成過往傳奇、野史、戲曲、地方世代說法、被官史避畏說法、說部話本及民間傳說中黄忠的故事，描寫了黃忠三戰關羽、與嚴顏一起計奪天蕩山、受封五虎將等事蹟，
在《三國演義》中，黃忠除了武藝高強、有謀有勇之外，還擁有百步穿楊的箭術，這是民間藝術中除「年老」外關於黃忠的另一特徵。黃忠在小說中相當重視情義，他在長沙城中曾阻止魏延殺主公韓玄（當時韓玄正欲處死黃忠）、攻四川時又於落鳳坡救出魏延。另外，黃忠的性格亦甚高傲，易中激將法，曾兩度被諸葛亮諷刺其老邁而奮戰建功，（其一欲戰張郃：孔明笑曰：「張郃乃魏之名將，非等閒可及。不著益德，無人可當。」；其二欲戰夏侯淵，孔明止住，言曰：「老將軍故然雄勇，非夏侯淵之本對也。淵深通韜略，善曉兵機，曹操倚托為西涼之保障：先屯兵於長安而拒馬孟起，今又屯兵於漢中。操不令他人守者，為夏侯淵有將才也。今將軍雖勝張郃，未可以勝夏侯淵也。吾欲斟量著一人去荊州替回關將軍來，方可敵得夏侯淵。」），最後更於劉備吳時因不服老而遭吳軍圍攻，被吳將馬忠射擊，回營傷亡。

### 戲劇/電影
- 中國大陸中央電視台電視劇《三國演義》（1994年）：由王洪涛、叶钧分别饰演。
- 香港電影《三国志之見龍卸甲》（2008年）：由王洪涛飾演。
- 台灣民視 / 八大電視劇《終極三國》（2009年）：由宏正飾演。
- 中國大陸電視劇《三國》（2010年）：由宋來運飾演。
- 中國大陸湖南衛視電視劇《武神趙子龍》（2016年）：由张山飾演。
- 中國大陸優酷網路劇《終極三國》（2017年）：由張賀茗飾演。

### 動漫遊戲
- 真三國無雙系列 / 無雙OROCHI系列（光榮公司開發，川津泰彥配音）
- 吞食天地II 赤壁之戰（卡普空開發）
- 三國志
- 三國演義
- 《蒼天航路》（王欣太）
- 《火鳳燎原》（陳某）、《火鳳燎原》外傳小說《伯符》（王貽興）:設定為甘寧之箭術導師，接應射殺孫堅成功之甘寧,於孫策智削袁術兵及智取東安時登場，在劉曄的計謀下和甘寧率兵突襲在皖北和劉勳手下混戰的紀靈，於孫策攻沙羡時和太史慈交手並不分勝負，更以箭傷射傷韓當、周泰和朱治，以掩護甘寧上船。
- 《王者荣耀》職業為射手
- 《神魔之塔》
- 《异乡之草三国志连作集》
- 《三国杀》:除了黄忠外，还杜撰了妻子名刘赪，刘赪设定上为刘表长兄之女。

### 歇后语
- 黄忠射关公---手下留情
- 黄忠交朋友---人老心不老
- 黄忠射箭---百发百中
- 黄忠出阵---不服老
- 黄忠抡大锤---老当益壮

### 武器
三國演義的武器是鳳嘴刀和寶弓兩件武器。
於陶弘景的《古今刀劍錄》一書中，曾記載黃忠在劉備平定南郡時得到一刀，如血般的赤色，名作血色刀。在漢中戰夏侯軍時，就是用此刀在一日之中，手刃百多人。

## 後世影響
因小說《三國演義》中黃忠老將軍的形象深入民心，「老黃忠」一詞被用來形容老當益壯的人。

## 纪念
1825年，四川成都西郊營門的農民在耕地中發現一塊書有「黃剛侯諱漢升之墓」的墓碑、幾根人骨、一把劍和一塊玉。墓碑上「諱漢升」三字，“諱”字為敬稱，“漢升”為黃忠的字，石碑雖不是三國時期的舊物，大概是唐宋以後人們為黃忠修葺墳墓時所立，但是這也表明此處應該就是當年黃忠安葬之地。於是，耕地地主劉沅便邀村人共同捐錢修復黃忠墓，並於墓旁修建黃忠祠。
修復的墓高4米，周長約13米；墓園種植松柏，黃忠祠內有依《三國演義》所作的黃忠全身坐像。而雞矢樹的名字漸被淡忘，轉而直叫「黃忠墓」。每年清明時節，鄉民們都會在這裏趕廟會，祭祀黃忠。中華人民共和國成立以後，黃忠祠、墓祭祀盛行不如前。到了大躍進時期，因「青年賽過趙子龍，老人賽過老黃忠」的口號，雞矢樹便改名為「黃忠村」。
1965年，為了修整公路，黃忠墓被挖開，墓園柏樹被砍伐，文革浩劫期間，塑像被拆毀，匾聯被砸爛，祠墓幾乎蕩然無存，只餘空空棺槨，雖然近年已開始修復黃忠祠、墓，但仍大不如前。
成都地铁27号线在附近龙咀村设有一座车站，原拟命名为“黄苑街站”，后来听取市民意见，命名为“黄忠站”。
另外，如今的成都市西北的“营门口”相传是当年黄忠曾驻扎军营之处。

## 延伸阅读
[在维基数据编辑]
 《三國志·卷36》，出自陳壽《三國志》
 在维基共享资源阅览影像
| 蜀汉五虎將                          |
| ----------------------------------- |
| 关羽 \| 张飞 \| 马超 \| 黄忠\| 赵云 |